# Saracha quitensis
Saracha quitensis är en potatisväxtart som först beskrevs av William Jackson Hooker, och fick sitt nu gällande namn av John Miers. Saracha quitensis ingår i släktet Saracha och familjen potatisväxter. Inga underarter finns listade i Catalogue of Life.